# Köyliö

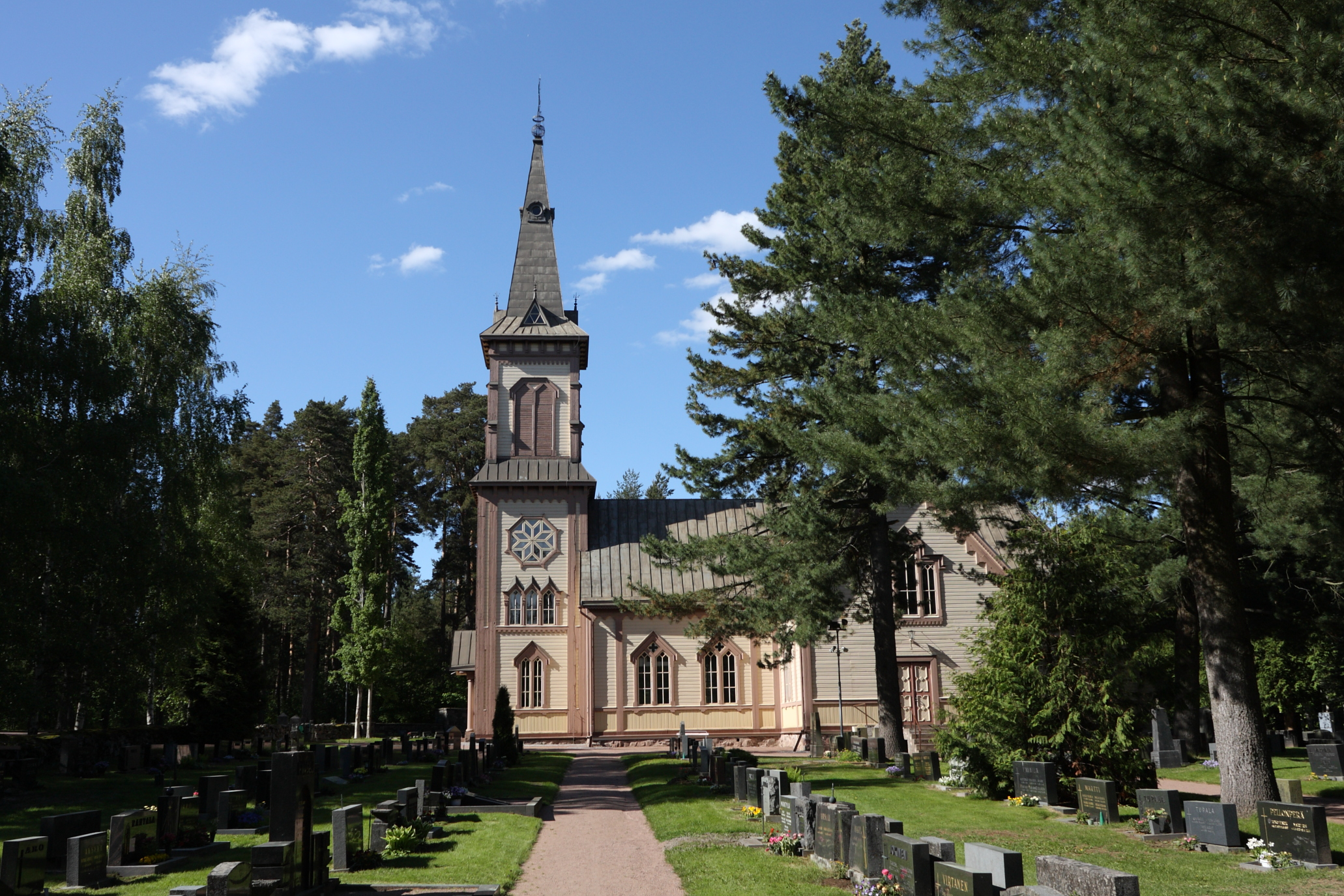
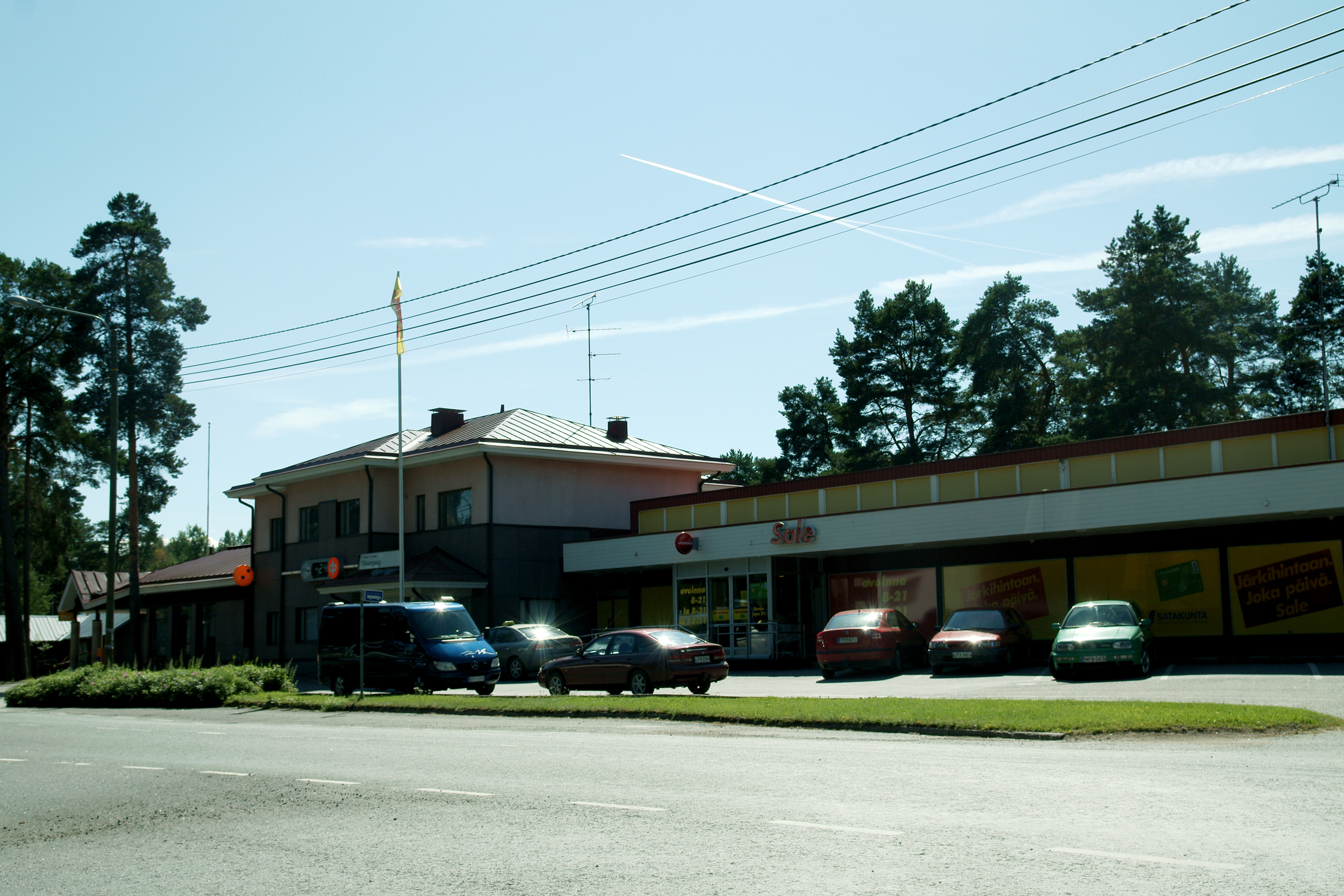

Köyliö (Zweeds: Kjulo) is een voormalige gemeente in het Finse landschap (maakunta) Satakunta. De gemeente had een oppervlakte van 246 km² en telde 2952 inwoners in 2003.  In 2016 werd Köyliö bij Säkylä gevoegd.